# Chiesa del Santissimo Salvatore (Viano)
La chiesa del Santissimo Salvatore è la parrocchiale di Viano, in provincia di Reggio Emilia e diocesi di Reggio Emilia-Guastalla; fa parte del vicariato della Valle del Secchia.

## Storia
La prima citazione di una cappella dedicata al Santissimo Salvatore a Viano risale al 1187; sembra che detta chiesa fosse situata nel castello. Da un documento del 1302 la chiesa risulta essere filiale della pieve di Baiso. Dalla relazione della visita pastorale del 1543 s'apprende che la chiesa versava in pessime condizioni e che si consigliava di ricostruirla; i lavori di rifacimento iniziarono nel 1582 e terminarono dopo il 1594.
La struttura fu danneggiata verso la metà del XVII secolo dalle esondazioni del fiume Tresinaro e si decise di riedificarla. Nel 1679, come annotato dal vescovo Augusto Bellincini durante la sua visita pastorale, la nuova chiesa era stata completata solo per metà: fu portata a termine verso il 1724. 
Il campanile fu eretto nel 1780. Nella seconda metà del XIX secolo l'edificio venne completamente ristrutturato e furono costruiti il presbiterio e il coro. La chiesa venne nuovamente restaurata negli anni settanta e nel 2010 con un consolidamento antisismico in seguito ad una scossa di terremoto verificatasi il 23 dicembre 2008.

## Descrizione
La facciata è scandita da una cornice marcapiano in due ordini, ognuno dei quali è tripartito da quattro lesene terminanti con capitelli ionici. Nel registro superiore, si apre una finestra che dà luce all'interno dell'aula. 
 Il campanile sorge sul retro della chiesa; la cella campanaria presenta su ogni lato una bifora e termina in una guglia. 
 All'interno, ad un'unica navata e con due cappelle laterali, si trova su una cantoria lignea l'organo, realizzato da Agostino Traeri nel 1746 e collocato nella chiesa nel 1870.